# Grand Prix de l'Escaut
Le Grand Prix de l'Escaut (en néerlandais : Scheldeprijs) est une course cycliste belge.
La première édition du Grand Prix de l'Escaut a lieu le 8 juillet 1907, ce qui en fait la plus ancienne des courses flamandes. Les premières années, le départ et l'arrivée avaient lieu à Anvers, la course se concluant au vélodrome de Zurenborg aujourd'hui détruit. Le départ fut ensuite donné à Merksem puis à Deurne, dans la banlieue anversoise, jusqu'en 1996 où le Grand Prix redémarra depuis le centre-ville, sur la Grand-Place d'Anvers. Par après, il est couru le mercredi qui suit Paris-Roubaix et la ligne d'arrivée se situe dans la ville de Schoten (province d'Anvers) où le peloton emprunte à trois reprises un circuit de 15 kilomètres. Depuis 2010, la course a lieu le mercredi entre le Tour des Flandres et Paris-Roubaix.
Disputé sur les routes du « plat pays », le Grand Prix de l'Escaut se conclut souvent par un sprint massif. Le parcours comporte quelques portions pavées.
L'Allemand Marcel Kittel détient le record de victoires avec cinq succès.
Le Grand Prix de l'Escaut fait partie de l'UCI Europe Tour de 2005 à 2019, dans la catégorie 1.HC.
En 2020, il intègre l'UCI ProSeries, le deuxième niveau du cyclisme international. Cette édition a lieu exceptionnellement en octobre en raison de la pandémie de Covid-19.

## Palmarès

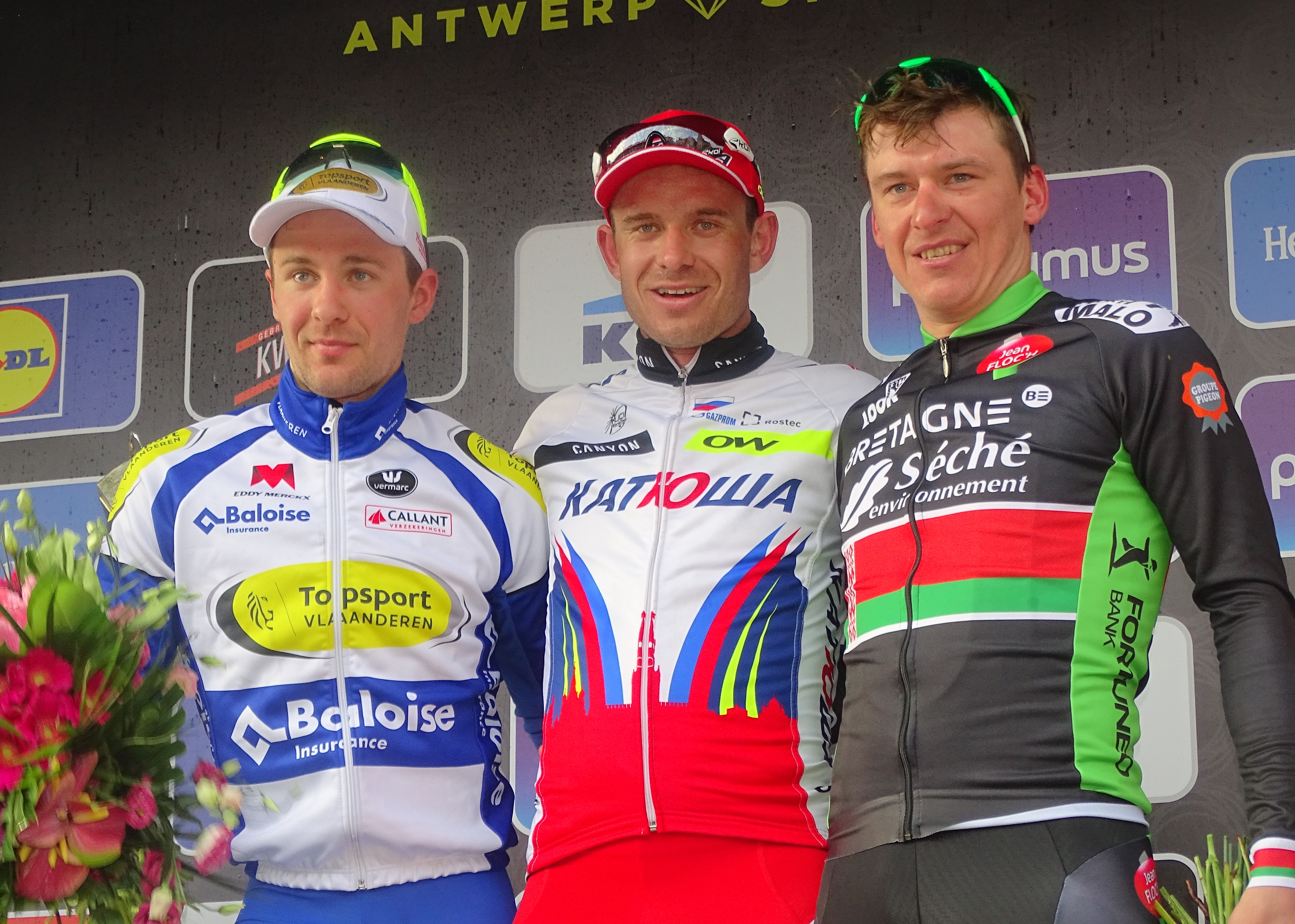
Podium de l'édition 2015 du Grand Prix de l'Escaut : Edward Theuns (2e), Alexander Kristoff (1er) et Yauheni Hutarovich (3e).

| Année   | Vainqueur                                          | Deuxième                                           | Troisième                                          |
| ------- | -------------------------------------------------- | -------------------------------------------------- | -------------------------------------------------- |
| 1907    | Maurice Leturgie                                   | Eugène Platteau                                    | François Verstraeten                               |
| 1908    | Adrien Kranskens                                   | Guido Devogelaere                                  | Jules Bayens                                       |
| 1909    | Raymond Van Parijs                                 | Jules Wiot                                         | Bouts                                              |
| 1910    | Florent Luyckx                                     | Jozef Bouw                                         | Louis Walckenaers                                  |
| 1911    | Florent Luyckx                                     | Frans Tyck                                         | Jan Van Ingelgem                                   |
| 1912    | Joseph Van Wetter                                  | Frans Tyck                                         | Vermeylen                                          |
| 1913    | Joseph Van Wetter                                  | Vermeylen                                          | Ysermans                                           |
| 1914    | Octave Jacques                                     | Guillaume Perwez                                   | Edmond Desy                                        |
| 1915-18 | Non-disputé à cause de la Première Guerre mondiale | Non-disputé à cause de la Première Guerre mondiale | Non-disputé à cause de la Première Guerre mondiale |
| 1919    | Isidore Merchant                                   | Karel Block                                        | Marcel Buysse                                      |
| 1920    | Victor Lenaers                                     | Jean-Baptiste Mosselmans                           | Bervoets                                           |
| 1921    | René Vermandel                                     | Isidore Merchant                                   | John Van Ruysseveldt                               |
| 1922    | Florent Vandenberghe                               | Henri Moerenhout                                   | Alphonse Van Hecke                                 |
| 1923    | Emile Thollembeek                                  | Maurice De Waele                                   | Denis Verschueren                                  |
| 1924    | René Vermandel                                     | Denis Verschueren                                  | Armand Van Bruaene                                 |
| 1925    | Karel Van Hassel                                   | André Verbist                                      | Henri Hoevenaers                                   |
| 1926    | Jef Dervaes                                        | Jan Mertens                                        | Louis Delannoy                                     |
| 1926    | Marcel Cloquet                                     | Van Kampenhout                                     | Marinus Valentijn                                  |
| 1927    | Georges Ronsse                                     | Armand Van Bruaene                                 | Rémi Van Impe                                      |
| 1928    | Jef Dervaes                                        | André Verbist                                      | Jan Mertens                                        |
| 1929    | Joseph Wauters                                     | André Verbist                                      | Alfred Hamerlinck                                  |
| 1930    | Denis Verschueren                                  | Joseph Wauters                                     | August Reyns                                       |
| 1931    | Godfried De Vocht                                  | Odiel Van Hevel                                    | Denis Verschueren                                  |
| 1932    | Godfried De Vocht                                  | Denis Verschueren                                  | Auguste Verdyck                                    |
| 1933    | Jan-Jozef Horemans                                 | Louis Hardiquest                                   | Louis Duerloo                                      |
| 1934    | Léon Tommies                                       | Alfred Hamerlinck                                  | Joseph Moerenhout                                  |
| 1935    | Gérard Loncke                                      | Edward Vissers                                     | Gustaaf Deloor                                     |
| 1936    | Marcel Van Schil                                   | Frans Van Hassel                                   | Camille Michielsen                                 |
| 1937    | Sylvain Grysolle                                   | Michel D'Hooghe                                    | Joseph Huts                                        |
| 1938    | Antoine Dignef                                     | Aloïs De Bruyne                                    | Achiel Buysse                                      |
| 1939    | Achille Buysse                                     | Auguste Toubeau                                    | Roger Vandendriessche                              |
| 1940    | Non-disputé                                        | Non-disputé                                        | Non-disputé                                        |
| 1941    | Stan Ockers                                        | Odiel Van Den Meerschaut                           | Emilie Faignaert                                   |
| 1942    | Lode Busschops                                     | Lode Janssens                                      | Hector Bruneel                                     |
| 1943    | Éloi Meulenberg                                    | Roger Van Melkebeke                                | Robert Van Eenaeme                                 |
| 1944-45 | Non-disputé                                        | Non-disputé                                        | Non-disputé                                        |
| 1946    | Stan Ockers                                        | Ernest Sterckx                                     | Gustaaf Van Overloop                               |
| 1947    | René Mertens                                       | Albert Sercu                                       | Henri Bauwens                                      |
| 1948    | Achille Buysse                                     | Frans Knaepkens                                    | Theo Middelkamp                                    |
| 1949    | Roger Decorte                                      | Valère Ollivier                                    | Ernest Sterckx                                     |
| 1950    | André Pieters                                      | Lode Poels                                         | Ernest Sterckx                                     |
| 1951    | Ernest Sterckx                                     | Valère Ollivier                                    | Georges Claes                                      |
| 1952    | Roger Decorte                                      | Karel De Baere                                     | Ernest Sterckx                                     |
| 1953    | Hans Dekkers                                       | Leo Buyst                                          | Karel De Baere                                     |
| 1954    | Roger Decock                                       | Willy Lauwers                                      | Ernest Sterckx                                     |
| 1955    | Briek Schotte                                      | Marcel Janssens                                    | Jozef De Feyter                                    |
| 1956    | Rik Van Looy                                       | Marcel Janssens                                    | Kay Alan Olsen                                     |
| 1957    | Rik Van Looy                                       | Rik Luyten                                         | Jean Van Gompel                                    |
| 1958    | Raymond Vrancken                                   | Frans Van Looveren                                 | Jos Van Bael                                       |
| 1959    | Willy Butzen                                       | Lucien Demunster                                   | Jos Van Bael                                       |
| 1960    | Piet Oellibrandt                                   | Marcel Buys                                        | Mies Stolker                                       |
| 1961    | Raymond Vrancken                                   | Marcel Janssens                                    | Piet van Hees                                      |
| 1962    | Piet Oellibrandt                                   | Guillaume Van Tongerloo                            | Victor Van Schil                                   |
| 1963    | Piet Oellibrandt                                   | Guillaume Van Tongerloo                            | Hugo Hellemans                                     |
| 1964    | Jos Hoevenaers                                     | Jozef Huysmans                                     | Frans Aerenhouts                                   |
| 1965    | Willy Vannitsen                                    | Louis Proost                                       | Jozef Huysmans                                     |
| 1966    | Joseph Spruyt                                      | Henri Pauwels                                      | Louis Proost                                       |
| 1967    | Paul In 't Ven                                     | Henk Nijdam                                        | Joseph Mathy                                       |
| 1968    | Edward Sels                                        | Harry Steevens                                     | Gerard Vianen                                      |
| 1969    | Walter Godefroot                                   | Roger De Vlaeminck                                 | Marinus Wagtmans                                   |
| 1970    | Roger De Vlaeminck                                 | Raphael Hooyberghs                                 | Alfons Scheys                                      |
| 1971    | Gustaaf Van Roosbroeck                             | Frans Mintjens                                     | Johan De Muynck                                    |
| 1972    | Eddy Merckx                                        | Herman Van Springel                                | Willy Planckaert                                   |
| 1973    | Freddy Maertens                                    | Louis Verreydt                                     | Marc Demeyer                                       |
| 1974    | Marc Demeyer                                       | Julien Stevens                                     | Englebert Opdebeeck                                |
| 1975    | Ronald De Witte                                    | Dietrich Thurau                                    | Freddy Maertens                                    |
| 1976    | Frans Verbeeck                                     | Roger De Vlaeminck                                 | Frans Van Looy                                     |
| 1977    | Marc Demeyer                                       | Ludo Peeters                                       | Ronan De Meyer                                     |
| 1978    | Dietrich Thurau                                    | Martin Havik                                       | Aad van den Hoek                                   |
| 1979    | Daniel Willems                                     | Frank Hoste                                        | Alfons De Wolf                                     |
| 1980    | Ludo Peeters                                       | René Martens                                       | Jan Raas                                           |
| 1981    | Ad Wijnands                                        | Willy Teirlinck                                    | Jozef Jacobs                                       |
| 1982    | Ludo Schurgers                                     | Jan Nevens                                         | Charles Jochums                                    |
| 1983    | Jan Bogaert                                        | Ludo Schurgers                                     | Frank Hoste                                        |
| 1984    | Ludo Peeters                                       | Jean-Marie Wampers                                 | Ludwig Wijnants                                    |
| 1985    | Adrie van der Poel                                 | Jozef Lieckens                                     | Marc Sergeant                                      |
| 1986    | Jean-Paul van Poppel                               | Wim Arras                                          | Eric Vanderaerden                                  |
| 1987    | Etienne De Wilde                                   | Jean-Paul van Poppel                               | Marnix Lameire                                     |
| 1988    | Jean-Paul van Poppel                               | Eddy Planckaert                                    | Hans Daams                                         |
| 1989    | Jean-Marie Wampers                                 | Frank Hoste                                        | John van den Akker                                 |
| 1990    | John Talen                                         | Eric Vanderaerden                                  | Johan Museeuw                                      |
| 1991    | Mario Cipollini                                    | Jan Bogaert                                        | Johan Capiot                                       |
| 1992    | Wilfried Nelissen                                  | Johan Museeuw                                      | Michel Cornelisse                                  |
| 1993    | Mario Cipollini                                    | Wilfried Nelissen                                  | Giuseppe Citterio                                  |
| 1994    | Peter Van Petegem                                  | Tom Steels                                         | Djamolidine Abdoujaparov                           |
| 1995    | Rossano Brasi                                      | Peter Roes                                         | Giovanni Fidanza                                   |
| 1996    | Frank Vandenbroucke                                | Tom Steels                                         | Eric Vanderaerden                                  |
| 1997    | Erik Zabel                                         | Johan Museeuw                                      | Andreï Tchmil                                      |
| 1998    | Servais Knaven                                     | Léon van Bon                                       | Bart Leysen                                        |
| 1999    | Jeroen Blijlevens                                  | Erik Zabel                                         | Tristan Hoffman                                    |
| 2000    | Endrio Leoni                                       | Jeroen Blijlevens                                  | Léon van Bon                                       |
| 2001    | Endrio Leoni                                       | Jeroen Blijlevens                                  | Kurt Asle Arvesen                                  |
| 2002    | Robbie McEwen                                      | Tom Steels                                         | Stefan van Dijk                                    |
| 2003    | Ludovic Capelle                                    | Jaan Kirsipuu                                      | Steffen Radochla                                   |
| 2004    | Tom Boonen                                         | Robbie McEwen                                      | Simone Cadamuro                                    |
| 2005    | Thorwald Veneberg                                  | Tomas Vaitkus                                      | Simone Cadamuro                                    |
| 2006    | Tom Boonen                                         | Steven de Jongh                                    | Gert Steegmans                                     |
| 2007    | Mark Cavendish                                     | Robbie McEwen                                      | Gert Steegmans                                     |
| 2008    | Mark Cavendish                                     | Tom Boonen                                         | Robbie McEwen                                      |
| 2009    | Alessandro Petacchi                                | Kenny van Hummel                                   | Dominique Rollin                                   |
| 2010    | Tyler Farrar                                       | Robbie McEwen                                      | Robert Förster                                     |
| 2011    | Mark Cavendish                                     | Denis Galimzyanov                                  | Yauheni Hutarovich                                 |
| 2012    | Marcel Kittel                                      | Tyler Farrar                                       | Theo Bos                                           |
| 2013    | Marcel Kittel                                      | Mark Cavendish                                     | Barry Markus                                       |
| 2014    | Marcel Kittel                                      | Tyler Farrar                                       | Danny van Poppel                                   |
| 2015    | Alexander Kristoff                                 | Edward Theuns                                      | Yauheni Hutarovich                                 |
| 2016    | Marcel Kittel                                      | Mark Cavendish                                     | André Greipel                                      |
| 2017    | Marcel Kittel                                      | Elia Viviani                                       | Nacer Bouhanni                                     |
| 2018    | Fabio Jakobsen                                     | Pascal Ackermann                                   | Christopher Lawless                                |
| 2019    | Fabio Jakobsen                                     | Max Walscheid                                      | Christopher Lawless                                |
| 2020    | Caleb Ewan                                         | Niccolo Bonifazio                                  | Bryan Coquard                                      |
| 2021    | Jasper Philipsen                                   | Sam Bennett                                        | Mark Cavendish                                     |
| 2022    | Alexander Kristoff                                 | Danny van Poppel                                   | Sam Welsford                                       |
| 2023    | Jasper Philipsen                                   | Sam Welsford                                       | Mark Cavendish                                     |
| 2024    | Tim Merlier                                        | Jasper Philipsen                                   | Dylan Groenewegen                                  |
| 2025    | Tim Merlier                                        | Jasper Philipsen                                   | Matteo Moschetti                                   |

## Vainqueurs multiples
| Victoires | Coureur              | Nationalité | Années                         |
| --------- | -------------------- | ----------- | ------------------------------ |
| 5         | Marcel Kittel        | Allemagne   | 2012, 2013, 2014, 2016 et 2017 |
| 3         | Piet Oellibrandt     | Belgique    | 1960, 1962 et 1963             |
| 3         | Mark Cavendish       | Royaume-Uni | 2007, 2008 et 2011             |
| 2         | Florent Luyckx       | Belgique    | 1910 et 1911                   |
| 2         | Joseph Van Wetter    | Belgique    | 1912 et 1913                   |
| 2         | René Vermandel       | Belgique    | 1921 et 1924                   |
| 2         | Godfried De Vocht    | Belgique    | 1931 et 1932                   |
| 2         | Stan Ockers          | Belgique    | 1941 et 1946                   |
| 2         | Achiel Buysse        | Belgique    | 1939 et 1948                   |
| 2         | Rik Van Looy         | Belgique    | 1956 et 1957                   |
| 2         | Raymond Vrancken     | Belgique    | 1958 et 1961                   |
| 2         | Marc Demeyer         | Belgique    | 1974 et 1977                   |
| 2         | Ludo Peeters         | Belgique    | 1980 et 1984                   |
| 2         | Jean-Paul van Poppel | Pays-Bas    | 1986 et 1988                   |
| 2         | Mario Cipollini      | Italie      | 1991 et 1993                   |
| 2         | Endrio Leoni         | Italie      | 2000 et 2001                   |
| 2         | Tom Boonen           | Belgique    | 2004 et 2006                   |
| 2         | Fabio Jakobsen       | Pays-Bas    | 2018 et 2019                   |
| 2         | Alexander Kristoff   | Norvège     | 2015 et 2022                   |
| 2         | Jasper Philipsen     | Belgique    | 2021 et 2023                   |
| 2         | Tim Merlier          | Belgique    | 2024 et 2025                   |